# Р-22 «Подъезд к г. Элиста»
Р-22 "Подъезд к г. Элиста"  (бывш. Р-221 до 2010 г.) - автомобильная дорога общего пользования федерального значения Волгоград-Элиста. Является одной из самых важных автодорог Калмыкии соединяющие Элисту с Волгоградом и Москвой. Ранее была автодорогой Р221. Протяженность дороги - 290 км. Также в состав трассы входит подъезд к аэропорту Элисты.

## История
Строительство трассы "Волгоград-Элиста" не началось сразу после восстановления  дорожного хозяйства Волгограда в 50-х, таких как "Волгоград-Москва", "Волгоград-Саратов" и другие. Само строительство началось в 60-70 ых годах и было завершено в 1980 г.
По данным атласа советских дорог после строительства автодороги получила статус республиканской
В 2010 году постановлением правительства РФ от  17.11.2010 №928 трасса Р221 стала М-6 "Подъезд к г. Элиста"
31 декабря 2017 года при реформе перенумерации трасс, трасса M6 стала трассой Р22. Тем самым трасса стала называться "Р-22 Подъезд к г. Элиста".
В 2018 году началась реконструкция трассы Р-22, но реконструкция самого подъезда началась чуть позже.
В 2021 началась реконструкция первого участка дороги с расширением в Сарпинском районе. И закончилась реконструкция с 129 до 137 км в декабре 2022 г.
В дальнейшем начались реконструкции следующих участков: с 109 до 122 км, с 223 до 230 км в Малодербетовском, Сарпинском, Кетченеровском и Целинном районе  и были успешно завершены.
В 2022 к трассе был присоединён подъезд к аэропорту Элисты
В дальнейшем планируется расширить ещё 30 км федеральных трасс в Калмыкии в том числе и Р-22.

## Состояние
После строительства вся трасса на своем всём протяжении имеет по 2 полосы по 1 в каждую сторону. До реконструкции Р-22 трасса соответствовала категории III и IV.
Имеются четырехполосные отрезки:
- С 85 до 88 км II категории
- С 109 до 122 км 1Б категории
- С 129 до 137 км 1Б категории
- С 223 до 230 км 1Б категории
- С 284 до 290 км 1Б категории

## Перспективы

### Проектируемые
В январе 2022 г. на ПИР был выставлен аукцион на реконструкции трассы с последующим расширением до 4-х полос с 145 по 155 км и с 215 по 221 км. Срок исполнения ПИР - 31.12.2025 г. На момент августа 2025 г. оба проекта на стадии проектирования.

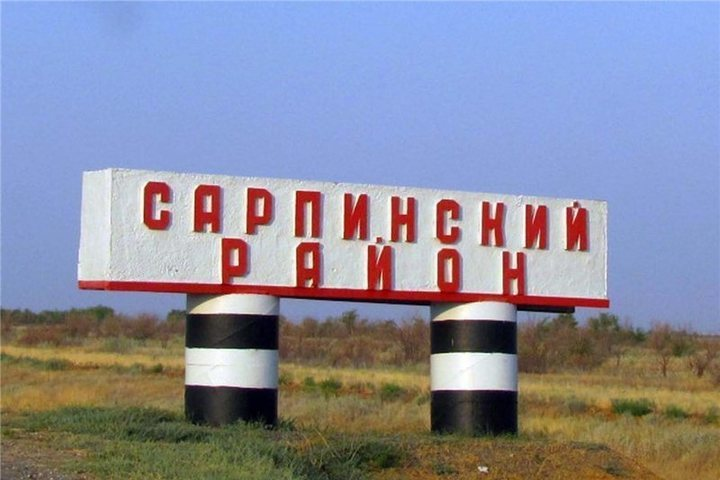
Стела Сарпинского района. Снесена при реконструкции трассы в 2021-2022 году

### Нереализованные
В сентябре 2022 г. на ПИР был выставлен аукцион на реконструкцию автотрассы с 253 по 258 км, но контракт был расторгнут.

## Маршрут
|                                                       |  |  | 0 км - Волгоград                 |                                |
|                                                       |  |  | 37 км - Волгоград, Выезд         |                                |
| Обход Волгограда Р22(строится)                        |  |  |                                  | На Астрахань Р22 (строится)    |
|                                                       |  |  | 42 км - Малые Чапурники          |                                |
| На Сальск, Калач-на-Дону                              |  |  | 45 км - Большие Чапурники        |                                |
|                                                       |  |  | 53 км - Дубовый Овраг            |                                |
| На Приволжский                                        |  |  | 64 км                            |                                |
|                                                       |  |  | 71 км - Цаца                     |                                |
| ----------------------------------------------------- |  |  | -------------------------------- | ------------------------------ |
| На Плодовитое                                         |  |  | 84 км                            |                                |
| \| Волгоградская область \| \| Республика Калмыкия \| |  |  | 85 км                            |                                |
|                                                       |  |  |                                  | 97 км - 85К-7 На Большой Царын |
|                                                       |  |  |                                  | 99 км - Малые Дербеты          |
| Тундутово                                             |  |  |                                  | 102 км - Малые Дербеты         |
| На Абганерово, Садовое 85К-14                         |  |  | 119 км                           |                                |
|                                                       |  |  | 121 км - р. Зельмень             |                                |
| Садовое                                               |  |  | 123 км                           |                                |
| На Садовое                                            |  |  | 127 км                           |                                |
| На Кировский                                          |  |  | 135 км                           |                                |
|                                                       |  |  |                                  | 144 км - Аршань-Зельмень       |
|                                                       |  |  | 152 км - р. Царын-Зельмень       |                                |
| На Обильное                                           |  |  | 158 км                           |                                |
| На Шин-Мер                                            |  |  | 168 км                           |                                |
| На Кетченеры                                          |  |  |                                  | 179 км - 85К-4 На Иджил        |
|                                                       |  |  | 190 км - р. Гашун-Бургуста       |                                |
| На Гашун-Бургуста                                     |  |  | 186 км                           |                                |
|                                                       |  |  | 202 км - Ергенинский             |                                |
|                                                       |  |  | 203 км - р. Кек-Булук            |                                |
|                                                       |  |  | 213 км - р. Годжур               |                                |
|                                                       |  |  |                                  | 214 км - На Годжур             |
|                                                       |  |  |                                  | 218 км - На Шатту              |
|                                                       |  |  |                                  | 226 км - На Кегульту           |
|                                                       |  |  |                                  | 234 км - На Овату              |
|                                                       |  |  |                                  | 250 км - На Бага-Чонос         |
|                                                       |  |  |                                  | 253 км - На Аршан-Булг         |
| На Зегисту                                            |  |  |                                  | 255 км                         |
| На Верхний Яшкуль, Чагорта                            |  |  |                                  | 274 км                         |
|                                                       |  |  | 272 км - р. Аргамджа             |                                |
|                                                       |  |  | 275 км - р. Яшкуль               |                                |
|                                                       |  |  | 281 км - Троицкое                |                                |
|                                                       |  |  | 282 км - р. Булгун               |                                |
|                                                       |  |  |                                  | 283 км - Ики-Чонос, Ялмта      |
|                                                       |  |  |                                  | 288 км - Аэропорт Элиста       |
| На Салын                                              |  |  |                                  | На Восточный объезд Элисты     |
|                                                       |  |  | 290 км - Элиста                  |                                |
|                                                       |  |  | На Ставрополь, Ремонтное, Арзгир |                                |
| Волгоградская область                                 |  |  |                                  |                                |
| Республика Калмыкия                                   |  |  |                                  |                                |

1. 1 2  К. В. Свирская. Атлас автомобильных дорог СССР 1986. — 1986-01-01. — 184 с.
2. ↑  Постановление 17.11.2010.
3. ↑  Р-22 (подъезд к Элисте) [км 129 - км 137]: Капитальный ремонт с расширением до 4 полос движения. Форум Roads.Ru (21 октября 2020). Дата обращения: 29 мая 2025.
4. ↑  Р-22 (подъезд к Элисте) [км 109 - км 114]: Капитальный ремонт с расширением до 4 полос движения. Форум Roads.Ru (10 декабря 2021). Дата обращения: 29 мая 2025.
5. ↑  В Калмыкии капитально ремонтируют 7 км подъезда к Элисте от трассы Р-22 «Каспий». dorinfo.ru. Дата обращения: 29 мая 2025.
6. ↑  К Р-22 была присоединена подъездная к аэропорту Элисты.
7. ↑  Безопасные качественные дороги - До конца 2025 года около 30 км федеральных трасс Калмыкии расширят до четырех полос. bkdrf.ru. Дата обращения: 29 мая 2025.
8. ↑  Р-22 (подъезд к Элисте) [км 145 - км 155]: Капитальный ремонт с расширением до 4 полос движения. Форум Roads.Ru (30 января 2022). Дата обращения: 13 августа 2025.
9. ↑  Р-22 (подъезд к Элисте) [км 215 - км 221]: Капитальный ремонт с расширением до 4 полос движения. Форум Roads.Ru (30 января 2022). Дата обращения: 13 августа 2025.
10. ↑  Р-22 (подъезд к Элисте) [км 253 - км 258]: Капитальный ремонт с расширением до 4 полос движения. Форум Roads.Ru (16 сентября 2022). Дата обращения: 13 августа 2025.